# 駐ニウエ外国公館の一覧

ニウエの外国公館の地図
ニウエ
ニウエ本国に大使館を置いている国
大使が他国に駐在している国

駐ニウエ外国公館の一覧（ちゅうニウエがいこくこうかんのいちらん）は、ニウエに駐在している外国の在外公館（大使館・領事館等）の一覧である。
ニウエはオセアニアの小国である。ニウエはニュージーランドと自由連合を結んでいるが、それと同時にニウエは2015年の時点で12か国と外交関係を持つ。首都のアロフィには高等弁務官事務所が二つある。 加えて国外にあるニウエ政府に認められた在外公館もある。

## 高等弁務官事務所
アロフィ
- オーストラリア[3]
- ニュージーランド[4]

## 大使が他国に駐在している国
- 中華人民共和国 (ウェリントン)[5]
- フィジー (スバ)[6][7]
- フランス (ウェリントン)[8]
- インド (ウェリントン)[9][note 2]
- イスラエル (ウェリントン)[11][12]
- 日本 (ウェリントン)[13]
- マレーシア (ウェリントン)
- パプアニューギニア (ウェリントン)